# Pëtr Šelochonov
Pëtr Illarionovič Šelochonov (in russo Пётр Илларионович Шелохонов?; in polacco Piotr Iłłarionowicz Szełochonow; in ucraino Петро Іларіонович Шелохонов?, Petro Ilarionovič Šelochonov; Hajduki, 15 agosto 1929 – San Pietroburgo, 15 settembre 1999) è stato un attore e regista russo.

## Biografia

### Infanzia
Nasce nel 1929 in Polonia. I suoi avi provenivano dall'Ucraina, dai Paesi Baltici e dalla Polonia. Il nonno, Tito Šelochonovič, era agricoltore, il padre, Larion Titovič, era un medico, ma si occupava di allevamento di cavalli. Il padre insegnò a Pëtr la scienza della medicina. Probabilmente il figlio avrebbe seguito le orme del padre, poiché da bambino imparò i segreti dell'equitazione e dell'arte del curare i cavalli. Stava ore e ore ad osservare i tessuti e gli organi al microscopio. La Seconda guerra mondiale lo condurrà in una direzione completamente diversa. Aveva 10 anni nel settembre 1939 quando la Germania nazista e l'Unione Sovietica invasero la Polonia. Circa 13,5 milioni di cittadini polacchi che caddero sotto l'occupazione militare divennero nuovi sudditi sovietici. Il paese di nascita di Shelochonov divenne la Bielorussia sovietica.

### Guerra
Tra il 1941 ed il 1944, la Bielorussia viene occupata dagli eserciti della Germania nazista. La notte più terribile di tutta la sua vita fu uno dei più devastanti bombardamenti di Bielorussia. Sfuggì alla morte per miracolo, mentre la casa, appartenuta da sempre alla sua famiglia, prese fuoco. Il dodicenne Pëtr non aveva luogo in cui andare, cercando senza successo i suoi genitori tra i vicini morti. Sua cugina gli disse che, secondo lei, erano tutti morti e che era necessario fuggire. Avrebbe potuto nel frattempo dormire in un pagliaio, finché non venne individuato da una pattuglia nazista, dalla quale riuscì a scappare salvandosi nel bosco, ma, durante la fuga venne ferito al volto. Una profonda cicatrice sulla fronte ed altri segni, gli avrebbero ricordato per tutta la vita gli avvenimenti vissuti durante la sua giovinezza durante il periodo della Seconda guerra mondiale. Riuscì a sopravvivere al severo inverno del 1941- 1942. Trasferendosi da un posto all'altro in cerca di cibo e rifugio, si ritrovò persino a scavare una tana nella terra, nella quale, senza né bene, né mangiare, rimase accovacciato per alcuni giorni, nascondendosi dalle pattuglie naziste. Nell'autunno del 1941 si salvò dalla fame grazie al fatto che trovò una vacca ferita, con delle mammelle piene di latte, non avendo né vitelli né padroni. Usando l'esperienza veterinaria l'addomesticò, bevendo il suo latte direttamente dalle mammelle. Poco dopo morte della vacca Pëtr dovette cibarsi di bacche selvatiche e frutta, nutrendosi di tutto quello che ci si poteva cibare per sopravvivere. Giunse persino a stordire per mezzo di granate e mine tedesche il pesce del fiume. Fu qui che i Resistenza sovietica partigiani lo incontrarono  e con i quali passò gli anni tra il 1941 e il 1944.

### Teatro
Nel 1942 visse nel campo dei partigiani. Qui manifestò per la prima volta il suo talento di attore: interpretava con molta naturalezza e spontaneità scenette in cui metteva in ridicolo Adolf Hitler e gli odiosi occupanti nazisti. Così il suo carattere, mite per natura, acquisiva gradualmente i tratti del coraggio e della fermezza, grazie all'incessante lavoro e ai suoi sinceri e ingenui spettacoli. Nel 1944 il quindicenne Pëtr Šelochonov aveva già organizzato un teatro delle marionette, da lui stesso costruito. Fabbricò alcuni pupazzi e uno speciale palcoscenico. Poi, da un pezzo di stoffa imbastì, per il suo piccolo teatro, un sipario e le quinte. Nel corso delle sue rappresentazioni unì alcune opere e chiamò il suo spettacolo: Cappuccetto rosso e il lupo in guerra. Per realizzare lo spettacolo doveva manovrare contemporaneamente 4 pupazzi e parlare con quattro voci diverse. All'inizio di ogni spettacolo suonava una fisarmonica danneggiata sottratta ai nazisti. In questo modo viaggiava continuamente per la Bielorussia e l'Ucraina. Queste prime esperienze rappresentarono per lui una buona scuola per il suo futuro di attore: iniziò a comprendere quanto siano espressive, la mimica, i gesti e la voce. Era molto intelligente, imparava per intuito la varietà delle intonazioni, studiando i segreti e le capacità di immedesimazione, osservando anche la reazione degli spettatori. Acquisiva quindi, pian piano, i diversi elementi dell'arte della recitazione. Nel 1944 in una Černigov appena liberata ricevette per il suo spettacolo il premio più "ricco" : una forma di pane, un pezzo di lardo e un bicchiere di vodka. Lo stesso anno Pëtr raggiunse a piedi, o a volte facendosi dare un passaggio, molte città e paesi dell'Ucraina, dove rappresentava gli spettacoli sia in russo che in ucraino, le sue due lingue materne. Non solo aveva la capacità di sopravvivere in totale autonomia, ma cercava di aiutare i partigiani, condividendo la loro difficile sorte, con la sua inventiva e sincerità, nel combattere un nemico spietato e crudele.

### Leningrado
Nel 1945 Šelochonov si iscrisse alla scuola musicale del Conservatorio di Kiev nella classe di pianoforte. Sognava di diventare un artista, ma a Leningrado. Nel 1946 giunse in questa città per continuare lo studio e trovare lavoro su un palcoscenico, per esempio in un'orchestra jazz, simile a quella di Utiosov, il suo musicista preferito. Era incantato dai ritmi del jazz e dalle voci di cantanti famosi di tutto il mondo. Gli ispiravano particolare rispetto ai capolavori musicali eseguiti dalle stelle del jazz come Glenn Miller, Frank Sinatra, Louis Armstrong, Ella Fitzgerald. Secondo le sue parole, la musica viva e allegra del jazz lo aiutò a lenire il dolore e le sofferenze dai traumi subiti durante la Seconda guerra mondiale, ed a predisporsi alla vita, in pace con le sue emozioni. La musica jazz era per Piotr una sferzata di energia che lo invitava a godere della vita, a ballare e ad amare: ma bisognava guadagnarsela. Fu ammesso alla scuola di apprendistato, ma fu quasi subito punito dai responsabili a causa dei suoi sferzanti aneddoti politici. Non fu comunque una punizione eccessiva: dovette passare solo alcuni giorni a lavorare in un comparto edile nel settore del riporto idraulico del terreno durante la costruzione dello Stadio Kirov di Leningrado. Successivamente ebbe la fortuna, o l'abilità di trovare lavoro in un teatro.

### Baltico
La sua professione di artista venne interrotta con la chiamata alle armi. Dal 1949 fino al 1954 prestò servizio presso la Flotta del Mar Baltico. Ma fu di nuovo punito dalle autorità a causa della sua satira politica che ridicolizzava il codice militare. Fu pertanto messo agli arresti per 10 giorni. Proseguì il suo servizio nella Marina Militare Sovietica: prima come il marinaio sui motoscafi della cortina fumogena sia a Baltijsk che a Klaipėda, poi, come aiutante presso l'unità di esercitazione di Liepāja, una città della Lettonia. Sempre a Liepāja, dal 1949 al 1954 si esibì come attore del teatro della Flotta del Baltico, partecipando anche in spettacoli a Baltijsk e a Leningrado. Nel 1952 fu decorato dal Soviet Supremo della Lettonia con il diploma per l'attività teatrale, però poco dopo fu per l'ennesima volta punito a causa della sua inguaribile satira politica.

### Siberia
Negli anni '50 si trasferì in Siberia. Nel 1960 finì gli studi alla scuola professionale di recitazione teatrale. Una delle sue parti più importanti fu la recitazione dell'Amleto. L'Amleto interpretato da Šelochonov è chiaramente visibile osservando una bellissima foto scattata nel 1959: si percepisce in essa, spiritualità, leggerezza, giovinezza, e l'energia del pensiero di Amleto – Šelochonov. Il fotografo fu un vero maestro, si trovò al posto giusto al momento giusto. Šelochonov-Amleto recita il classico monologo, “Essere o non essere…”, in cui sono espressi i pensieri del principe sul senso della vita, sui legami tra il passato e il futuro. Questi pensieri risplendono negli occhi dell'attore, si rispecchiano sul suo viso pensieroso, e, dopo una pausa, — “Essere!” osserviamo in Amleto, il prototipo del figlio brillante, testimone e protagonista della burrascosa epoca che fu l'Illuminismo e comprendiamo la tragedia dell'uomo, sofferente nella spietata realtà di quel periodo. Indubbiamente l'Amleto di Šelochonov era aderente ai sentimenti espressi dalla gioventù russa degli anni 1950-60 che in quel periodo stava attraversando tragedie spirituali simili, l'epoca dell'Unione Sovietica. Essendo nella compagnia del teatro di prosa di Irkutsk, Pëtr Šelochonov diventò poco dopo uno dei più importanti attori del teatro della città.

### Teatro Čechov
Negli anni sessanta mise in scena una serie dei drammi di autori contemporanei, in cui si esibì sia come attore che come regista al Teatro Čechov di Taganrog. Nello stesso teatro recitò sia le parti principali dei drammi classici di A. Čechov Zio Vanja, Il giardino dei ciliegi, Il gabbiano, Tre sorelle, che nei drammi degli autori contemporanei, come Il sei luglio (Šestoe ijulia) di M. Šatrov, 104 pagine sull'amore (104 stranizi o lubvi) di E. Radzinskiy ecc. Fu un grande successo la recitazione della parte di Ivanov nell'omonimo dramma di A. Čechov, testimoniato dall'articolo della rivista Teatr (№ 8 del 1965). Nel 1967 mise in scena il dramma di A. Čechov Platonov, in cui lui stesso recitò la parte principale. Nel 1967 interpretò Lenin nello spettacolo Letture leniniane, dedicato al cinquantesimo anniversario della rivoluzione. A causa di questo spettacolo fu ampiamente criticato dalle autorità comuniste.

### Mosca
Nel 1967 la casa cinematografica Ekran invita Pëtr Šelochonov a recitare la parte principale nel film televisivo Shagi v solntse (I passi nel sole), proiettato sul Canale Centrale TV Sovietico. Da questo momento diventa un attore di cinema e televisione. Nel film, Skrytyy vrag, (Il Nemico Nascosto) del 1968, Petr Shelokhonov recita la parte di una "spia buona". La versione cinematografica coincise con un fatto ritenuto autentico: la penetrazione al Cremlino di Mosca di un uomo in uniforme, armato, con l'intenzione di assassinare il leader politico Leonid Il'ič Brežnev. A seguito della proiezione del film, il capo della polizia Schelokov scrisse una lettera al Partito Comunista Sovietico valutando la pellicola come "anti-sovietica", e richiedendone la censura. Venne così vietata la sua proiezione, e Petr Shelokhonov sanzionato. Il film, in alcune scene venne modificato per uscire nelle sale nel 1969 con il titolo Razvyazka (Un caso difficile), ancora una volta interpretato da Petr Shelokhonov. Il KGB ordinò ai produttori del film alcune modifiche: per esempio, la spia indossava una camicia bianca al posto dell'uniforme sovietica.
La sua carriera di attore ebbe una svolta importante quando ottenne la parte del progettista Karelin nel film Ukroščenie ognja (Domare il fuoco). La pellicola raccontava la vita e le vicende di un personaggio reale, il progettista di missili spaziali, Sergej Pavlovič Korolëv. Nel film il suo nome non venne mai reso pubblico e sostituito con Baškircev, in quanto, in quel periodo storico, tutte le informazioni relative al programma spaziale sovietico erano secretate. Prima dell'inizio delle riprese del film, il regista Sergej Gerasimov raccomandò alla commissione Pëtr Šelochonov come protagonista, ma i curatori decisero diversamente, questa doveva essere concessa ad un attore iscritto al Comitato Centrale, Kirill Jur'evič Lavrov. Con il film Domare il fuoco venne sollevato, per la prima volta, il velo sulla segretezza dell'industria missilistico-spaziale sovietica. Le riprese ebbero luogo tra il 1970 ed il 1971 sia presso il Cosmodromo di Bajkonur, la città degli astronauti, che al Cremlino di Mosca. Dopo una rigorosa selezione del governo sovietico, Pëtr Šelochonov fu ammesso a partecipare al film insieme ad attori famosi come Igor' Gorbačëv, Evgenij Matveev, Zinovij Gerdt, Igor' Vladimirov, Andrej Popov, Vera Kuznecova, Vsevolod Safonov e altre stelle del cinema sovietico. Dopo questo film il regista e attore Igor' Vladimirov invitò Pëtr Šelochonov a lavorare nella Compagnia del teatro Lensoviet di Leningrado. Kirill Jur'evič Lavrov e Pëtr Šelochonov recitarono insieme in diversi film, almeno dieci, e diventarono amici per tutta la vita.

### Nuovamente Leningrado
Tra il 1968 ed il 1999 si trasferisce a Leningrado, recitando per i teatri, Leninskij Komsomol, Komissarževskaja ed Lensoviet. Tra le attività teatrali particolarmente apprezzate, vi è la sua interpretazione nella parte principale di Gnezdo glucharja, (Il nido dell'Urogallo), una messinscena del dramma di V. Rosov e l'interpretazione nello spettacolo Tema s variatsiyami (Il tema con variazioni) sulla base del dramma di A. Alescin. Viene segnalata inoltre l'interpretazione della parte del principe, Nikita Romanovič nella trilogia sugli zar di Aleksej Tolstoj. Recita in più di 40 film per conto della casa cinematografica Lenfilm, durante i quali si rivela grande talento artistico. Nel 1968, per esempio, interpreta la parte della spia Sotnikov nel film Razvjazka (Un caso difficile), nel 1970 il ruolo del compositore Michail Glinka in Liszt Ferenc, nel 1971 la parte del cosacco siberiano Severjan Ulibun in Dauria, nel 1972 il ruolo del commissario militare in Takaja dlinnaja, dlinnaja doroga (Una strada così lunga), nel 1974 interpreta il direttore Peressada in Otvetnaja mera (Misura di ritorsione) per una casa cinematografica di Odessa. Tra il 1977 ed il 1979, tra i diversi ruoli al cinema e alla televisione, interpreta il personaggio di Dorogomilov nei serial Pervie radosti (I primi avvenimenti gioiosi) e Neobiknovennoe leto (Un'estate insolita). In questo periodo Šelochonov trova persino il tempo di collaborare con famosi attori del cinema come Pavel Luspekaev, Nikolaj Grizenko, Natalia Fateeva, Vitalij Solomin ecc.

### San Pietroburgo

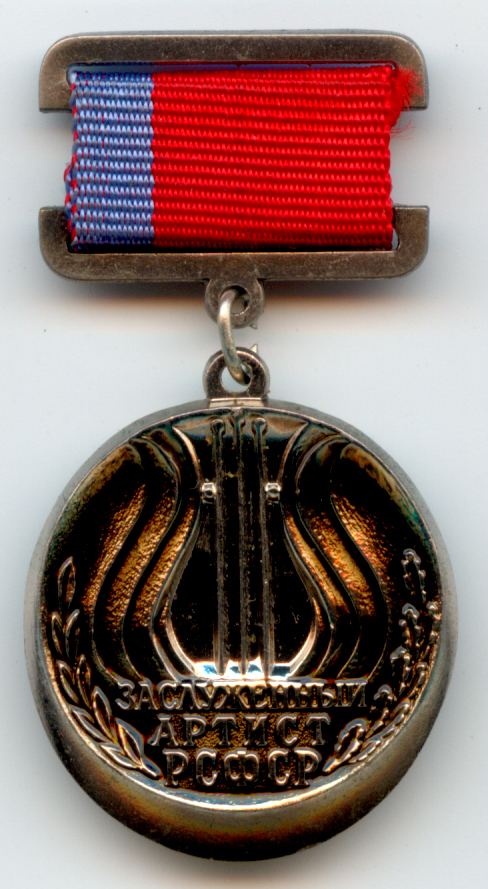
Pëtr Šelochonov - insignito del titolo di artista emerito della Russia

Tra il 1989 ed il 1990, il registra, attore, scrittore Peter Ustinov, famoso in tutto il mondo, mise in scena il dramma, scritto di suo pugno, Foto otdelka (Fotofinish). La parte del protagonista Sam fu affidata a Pëtr Šelochonov. Per ricordare l'impegno profuso in quest'opera Peter Ustinov gli regalò una foto commemorativa con la scritta «A Pëtr il Primo, da Peter Ustinov». Il sentimenti personali di Šelochonov, il suo dolore e i suoi ricordi della guerra vennero riflessi nel suo spettacolo Isabella, nel quale venivano raccontati diversi episodi che condussero alla liberazione i prigionieri del campo di concentramento nazista di Auschwitz. Nello spettacolo viene rappresentata metaforicamente la salvezza di tutti gli internati del campo. Sul palcoscenico erano considerati liberi e salvi, non solo i prigionieri sopravvissuti, ma anche coloro che erano morti, il che, secondo l'idea dell'autore, diventa possibile se nella nostra memoria si imprimeranno per sempre i ricordi sia della loro sorte tragica che dei loro atti eroici. Per la prima dello spettacolo giunsero da New York sia l'autore Irvin Leitner che la stessa Isabella. L'insolita interpretazione del dramma recitato da Šelochonov fu una sorpresa anche per l'autore: nella scena di finale, dopo le sofferenze nel campo di concentramento e dopo la loro morte, tutti i prigionieri bruciati escono dai forni crematori attraversando il fuoco e il fumo e fiamme, marciando lentamente e maestosamente verso gli spettatori, unendosi ai vivi sotto le maestose note del Requiem di Mozart, la Lacrimosa. 
Tra il 1996 ed il 1997 la casa di produzione cinematografica hollywoodiana Warner Bros. in collaborazione con la Icon Productions, di cui è proprietario Mel Gibson, produssero Anna Karenina, dal romanzo di Lev Tolstoj. Il film fu girato nei palazzi, nei musei e nei parchi di San Pietroburgo. Fu Marion Dougherty, una casting director che aveva lavorato con Mel Gibson e Sophie Marceau, a presentarlo al regista Bernard Rose, il quale lo confermò subito per la parte di Kapitonič, il maggiordomo della famiglia Karenin. Così per la prima volta Šelochonov collaborò con stelle del cinema moderno occidentale – Sophie Marceau, Sean Bean, Alfred Molina, James Fox, Mia Kirshner, Danny Huston, ecc.

### Riconoscimenti e premi
- 1952 – Diploma onorario della Repubblica Socialista Sovietica Lettone per risultati nel lavoro teatrale
- 1979 – Attore onorato della RSFSR
- 1989 – Medaglia "Veterano del lavoro"
- 2009 – Per l'ottantesimo compleanno e in memoria dell'attore, questo libro è stato pubblicato in Russia: Ivan Ivanovič Krasko et al. "Il mio miglior amico Pëtr Šelochonov" in cui narra il suo rapporto umano e professionale con Šelochonov. Pubblicato da SOLO in San Pietroburgo, 2009. (ISBN 978-5-904666-09-5)

## Filmografia

### Attore
- Šagi v Solnce, regia di Vitali Golovin (1967)
- Tri goda, regia di Grigorij Nikulin (1968)
- Rokirovka v dlinnuju storonu, regia di  Vladimir Grigor'ev (1969)
- Razvjazka, regia di Nikolaj Vasil'evič Rozancev (1969)
- Szerelmi álmok - Liszt, regia di Márton Keleti (1970)
- Ljubov' Jarovaja, regia di Vladimir Fetin (1970)
- A zori zdes' tichie, regia di Ivan Rassomachin (1970) film tv[6]
- Daleko ot Moskvy, regia di Jurij Maljackij (1970) film tv
- Noč' na 14-j paralleli, regia di Vladimir Šredel' (1971)
- Daurija, regia di Viktor Tregubovič (1971)
- Šutite?, regia Valerij Čečunov, Nikolaj Košelev, Valentin Alekseevič Morozov, Igor' Alekseevič Šešukov (1971)
- Cholodno - gorjačo, regia di Nikolai Rozantsev (1971)
- Domare il fuoco (Ukroshcheniye ognya), regia di Daniel Chrabrovizki (1972)
- Grossmejster, regia di Sergej Mikaėljan (1972)
- Takaja dlinnaja, dlinnaja doroga…, regia di Viktor Okuntsov (1972)
- Opoznanie, regia di Leonid Menaker (1973)
- Otvetnaja Mera, regia di Vadim Kostromenko (1974)
- Obreteš' v boju, regia di Mark Orlov (1975) film tv
- Menja ėto ne kasaetsja..., regia di Gerbert Rappaport (1976)
- Doverie, regia di Viktor Tregubovič e Edvin Laine (1975)
- Vitalij Bianki, regia di Oleg Eryšev (1976)
- Pervye radosti, regia di Grigorij Nikulin (1977)
- Tri nenastnych dnja, regia di Lev Cucul'kovskij (1978)
- Vsё rešaet mgnovenie, regia di Viktor Sadovskij (1978)
- Neobyknovennoe leto, regia di Grigorij Nikulin (1979)
- Putešestvie v drugoj gorod, regia di Viktor Tregubovič (1979)
- Žizn' i priključenija četyrech druzej 1, regia di Oleg Eryšev (1980)
- Pozdnie svidanija, regia di Vladimir Grigor'ev (1980)
- Žizn' i priključenija četyrech druzej 2, regia di Oleg Eryšev (1981)
- Pravda lejtenanta Klimova, regia di Oleg Daškevič (1981)
- 20 dekabrja, regia di Grigorij Nikulin (1981)
- Devuška i Grand, regia di Viktor Sadovskij (1981)
- Sindikat-2, regia di Mark Orlov (1981)
- Tamožnja, regia di Aleksandr Muratov (1982)
- God aktivnogo solnca, regia di Natal'ja Zbandut (1982)
- Golos, regia di Il'ja Averbach (1982)
- Liszt Ferenc, regia di Miklós Szinetár (1982) serie TV

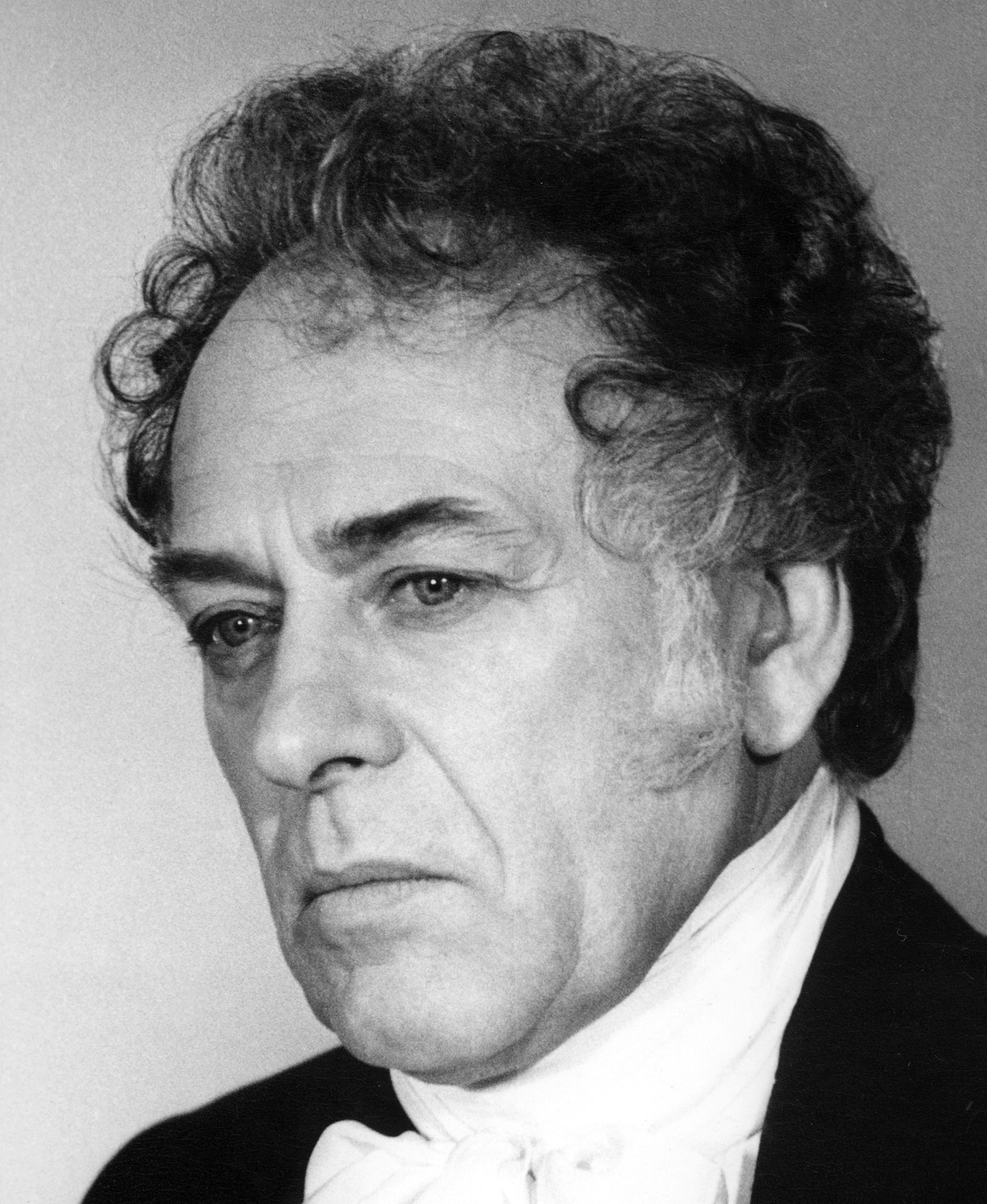
Petr Šelochonov — Conte Vielgorsky nella serie in 16 episodi «Liszt Ferenc» (TV Ungherese, 1982)

- Magistral, regia di Viktor Tregubovič (1983)
- Mesto dejstvija, regia di Anatolij Granik (1983)
- Il testamento del professor Dowell (Zaveščanie professora Douėlja), regia di Leonid Menaker (1984)
- Dve versii odnogo stolknovenija, regia di Villen Novak (1984)
- Sofija Kovalevskaja, regia di Ajan Šachmalieva (1985) serie TV
- Sopernicy, regia di Viktor Sadovskij (1985)
- Kontrakt veka, regia di Aleksandr Muratov (1985)
- Poseldnjaja doroga, regia di Leonid Menaker (1986)
- Krásnaja strelá, regia di Igor' Šešukov e  Iskander Chamraev (1986)
- Sreda obitanija, regia di Lev Cucul'kovskij (1987)
- Vezučij čelovek, regia di Igor' Šešukov (1987)
- Moonzund, regia di Aleksandr Muratov (1987)
- Chleb - Imja suščestvitel'noe, regia di Grigorij Nikulin (1988)
- Moj lučšij drug — general Vasilij, syn Iosifa, regia di Viktor Sadovskij (1991)
- Ričard II, regia di Roman Fedotov e Evgeni Zlobin (1992)
- Passairka, regia di Aleksej Bogdanov (1997)
- Anna Karenina, regia di Bernard Rose (1997)

## Teatro

### Attore
- 1993-1995: Victor Velasco nel dramma di Neil Simon Barefoot in the Park (A piedi nudi nel parco)
- 1992-1995: Johanson, il protagonista nel dramma di Anneli Pukema Antiquariat (Antiquariato), Produzione Finlandia - Russia
- 1989 – 1992: Sam, il protagonista del dramma di Peter Ustinov Fotofinish, Produzione Russo-britannica
- 1986-1989: James Wikham nel dramma di William Somerset Maugham The Land of Promise, in russo Zemlia obitavannaya
- 1981-1983: Dmitrij Nikolaevič nel dramma di Samuil Alescin Tema s Variacijami (Il tema con variazioni)
- 1978-1982: Sudakov nel dramma di Viktor Rozov Gnezdo Glukharya (Il nido di urogallo)
- 1977-1982: Metropolita Job nel dramma di Aleksej Tolstoj Car Fëdor Ioannovič (Gli Zar di Russia, trilogia, parte 3)
- 1976-1982: Bojarin nel dramma di Aleksej Tolstoj Car Boris (Gli Zar di Russia, trilogia, parte 2)
- 1974-1981: Nikita Romanovich Zakharin-Yuryev nel dramma da Aleksej Tolstoj Smert Ioanna Groznogo (Gli Zar di Russia, trilogia, parte 1”)
- 1970: Vaskov nel dramma di Boris Vasil'ev A zori zdes' tichie (I tramonti sono silenziosi qui)
- 1969-1972: Divana nel dramma di Mustai Karim Noč lunnogo zatmenia (La notte dell'eclissi lunare)
- 1967: Lenin nel dramma Leninskie čtenija (Le letture Leniniane)
- 1967: Lenin nel dramma di Michail Shatrov Šestoe ijulia (Il sei luglio)
- 1966: Platonov nel dramma di Anton Čechov Platonov
- 1966: Gajev nel dramma di Anton Čechov Višnevij sad (Il giardino di ciliegi)
- 1966: Tuzenbač nel dramma di Anton Čechov Tri Sestri (Tre sorelle)
- 1965: Treplev nel dramma di Anton Čechov Čajka (Il gabbiano)
- 1965: Ivanov nel dramma di Anton Čechov Ivanov
- 1965: Dottor Astrov in Diadja Vanja (Zio Vanja) di Anton Čechov
- 1963 - 1965: Federico nel dramma di Lope de Vega El Castigo Sin Venganza (Il castigo senza rivincita)
- 1963 - 1965: Mericure nella commedia di Pierre Cheneau Budte zdorovij (Salute)
- 1961 - 1966: Capt. Platonov, Capt. Čassovnikov nel dramma di A. Stein Okean (Oceano)
- 1963-1965: Vaska Pepel nel dramma di V. Vishnevsky Bronepoezd 14-69 (Il treno blindato 14-69)
- 1960 - 1962: Viktor nel dramma di Aleksei Nikolaevič Arbuzov Irkutskaya istorija (La storia dall'Irkutsk)
- 1960 - 1962: Joe Bonaparte, il protagonista nel dramma di Clifford Odets Zolotoi malchik (Il ragazzo d'oro)
- 1960: Dubrovskij nel dramma di Aleksandr Puškin Dubrovskij
- 1959: Amleto nel dramma di Shakespeare Amleto
- 1958: Larisov nel dramma di Nikolaj Pogodin Malenkaja studentka (Una piccola studentessa)
- 1957: Senja nel dramma di K. Malarevskij Poema o khlebe (Il poema del pane)

### Regista
- 1993 – Isabella (dramma di Irving Leitner)
- 1967 – Letture Leniniane (dalla biografia di V. Lenin)
- 1967 – Le ragazze dalla via di Speranze (dramma di A. Mamlin)
- 1966 – Obelisco (dramma di G. Mamlin)
- 1966 – Platonov(dramma di Anton Čechov)
- 1965 – Ivanov (dramma di Anton Čechov)
- 1965 – Il combattimento con l'ombra (dramma di V. Tur)
- 1964 – Lo scontroso (dramma di A. Sciavrin)
- 1963 – Gli amici e gli anni (dramma di L. Zorin)